# 夕美しおん
夕美 しおん（ゆうみ しおん、1999年4月7日 - ）は、日本のAV女優。エルプロモーション所属。

## 略歴
2018年10月、S1 NO.1 STYLE（エスワン）専属女優としてAVデビュー。
2021年10月にOPPAIへ専属移籍。また12月には、同じ事務所に所属していたアイドルグループ『僕らは嘘つき』（同年9月解散）のYouTubeチャンネルアカウントを引き継ぎ、『しおんチャンネル』へ名称変更した上で動画の投稿を開始する。これまでゲーム実況を配信していた『ゲームする夕美しおん』は事務所が関与しない完全個人運営のチャンネルだったが、こちらは事務所主導のチャンネルとなる。
2022年3月、集英社『週刊プレイボーイ』2022年エロデミー賞において、出演した『中出し逆バニー超高級パイズリ性感メンズエステ!～常に爆乳うさちゃん密着ご奉仕だぴょん～』が衣装デザイン賞受賞。
2022年7月、楪カレン、桃園怜奈、姫咲はなと共にFANZA『乳! 尻! クビレ! CSKキャンペーン2022』のキャンペーンガールに就任。
2022年10月、OPPAI専属を卒業し、企画単体女優へ転向することを発表。
2024年9月23日週FANZA通販ランキングで『クズな彼氏と私の言いなりNTR記録 夕美しおん』（MAXING）が初登場6位ランクイン。
2024年10月21日週FANZA通販ランキングで『クズな彼氏と私の言いなりNTR記録 夕美しおん』（MAXING）が初登場10位。
2025年2月24日週FANZA通販フロアランキングでは『唾液ダラダラのとろけるベロキスと寸止め焦らし射精コントロール 夕美しおん』（MAXING）が初登場8位ランクイン。

## 人物
趣味は映画鑑賞、特技はお菓子作り。小学校の時はブラスバンドに所属してトランペットを担当していた。
小学5年生の頃からBL作品が好きで（2019年時点で）毎月3万円ほどBL本に費やしており、部屋の片隅には本棚に入りきらない本が積み上がっているとインタビューで明かしている。
中学生の時に初めてバストを測った際、既にD～Eカップにまで成長しており、高校1年の時には数週間でブラジャーが小さく感じることもあった。
高校では演劇部に在籍していたが、演技をするよりも演劇を見たり評論したりする方が好きだったため、演出や照明などの裏方をしていた。初体験は高校2年の時で、相手は1歳上の演劇部のOB。好きな異性のタイプは、年上で精神年齢が高く、落ち着いていて包容力のある人。
以前からAV出演の話はあり、その時は乗り気ではなかったが、自分のポテンシャルを上げたかったのか肩書が欲しかったのか、デビューの1年ほど前に急にやりたくなったとインタビューで答えている。
2020年春ごろまで学生だったためパブ規制を敷いており、ファンイベントや会見などもほとんど行ってこなかったが、卒業を機会に広げている。

## 作品

### アダルトDVD / BD
- 新人 NO.1STYLE 夕美しおん AVデビュー（10月7日、SSNI-321、S1 NO.1 STYLE）
- 快感!初・体・験 6 天然Iカップしおんの恥じらい初イキSEX じっくり見せますスペシャル（11月7日、SSNI-343、S1 NO.1 STYLE）
- 交わる体液、濃密セックス 完全ノーカットスペシャル（12月7日、SSNI-364、S1 NO.1 STYLE）

- 激イキ111回!痙攣4000回!イキ潮3200cc! エビ反るミニマムIcupボディエロス覚醒 はじめての大・痙・攣スペシャル（1月7日、SSNI-386、S1 NO.1 STYLE）
- 夕美しおんのドキドキ風俗初体験 天然Icupで全力ご奉仕6回転170分フルコース（2月7日、SSNI-406、S1 NO.1 STYLE）
- 完・全・包・囲 集団痴漢に声も出せず犯された爆乳制服少女（3月7日、SSNI-428、S1 NO.1 STYLE）
- S1 PRECIOUS GIRLS 2019 15th Anniversary DVD6枚組24時間プレミアムBEST（3月7日、OFJE-195、S1 NO.1 STYLE）※完全撮り下ろし映像を収録。
- ノーブラIカップおっぱいで全力アピールしてくる彼女の爆乳妹と、誘惑に負けちゃう最低な僕。（4月7日、SSNI-448、S1 NO.1 STYLE）
- 優し過ぎて本番までご奉仕ハッスル!! Icupプルプルおっパブ嬢（5月7日、SSNI-469、S1 NO.1 STYLE）
- 日常に膨らむ着衣おっぱいのたわわな誘惑（6月7日、SSNI-488、S1 NO.1 STYLE）
- 完全緊縛されて無理やり犯された爆乳制服少女（7月7日、SSNI-510、S1 NO.1 STYLE）
- 押しに弱くてイヤだと言えない制服少女とエロ整体師（8月7日、SSNI-534、S1 NO.1 STYLE）
- 巨乳姉妹2人とただひたすらセックスに明け暮れた両親不在の3日間 夕美しおん 羽咲みはる（9月7日、SSNI-558、S1 NO.1 STYLE）
- 大量オイルまみれの黒光りむちむちボディがイキ反る爆乳ブルンブルン感度覚醒ぬるぬるマッサージ（10月7日、SSNI-582、S1 NO.1 STYLE）
- スク水マニアたちに狙われて… 粘着ストーカーの狂気的な盗撮に全てを晒され輪姦された制服少女（11月7日、SSNI-609、S1 NO.1 STYLE）
- 制服マニア中年男たちが何度も犯した絶品爆乳むちむちセーラー美少女（12月7日、SSNI-634、S1 NO.1 STYLE）

- 脂ぎった熟年オヤジに股がり汗だく汁まみれでデカ尻を振る むっちり巨尻肉弾ピストン性交（1月7日、SSNI-664、S1 NO.1 STYLE）
- ボクを助けてくれた生徒会長の夕美さんが犯されているのを見て鬱勃起。（2月7日、SSNI-693、S1 NO.1 STYLE）
- 担任の私と女子生徒が“セックスだけ”していたご両親不在の3日間（3月7日、SSNI-721、S1 NO.1 STYLE）
- 夏休みに再会した従妹の無防備パイチラ、パンチラに欲情して毎日汗だくでヤリまくった （4月7日、SSNI-747、S1 NO.1 STYLE）[16]
- S1ファン感謝祭 爆乳AVアイドル“夕美しおん”が絶倫素人宅にお邪魔します おっぱい密着テクで即ヌキ12連発スペシャル（5月7日、SSNI-773、S1 NO.1 STYLE）
- 夕美しおん初ベスト S1デビュー1周年 最新12タイトル8時間スペシャル（5月19日、OFJE-246(DVD)、9OFJE-246(BD)、S1 NO.1 STYLE）※単体ベスト
- 帰宅困難の生徒と教師が一線を越えて乱れ狂う台風の夜（6月7日、SSNI-796、S1 NO.1 STYLE）
- 緊縛NTR 尊敬する初老の大学教授に調教された爆乳女子大生（7月7日、SSNI-819、S1 NO.1 STYLE）
- ガリガリ娘を拾ったらムチムチ美女になりまして FANZA・同人で大ヒットDL数を記録したCG集 + 漫画を実写化!!（8月19日、SSNI-850、S1 NO.1 STYLE）[15]
- 爆乳女子社員が絶倫上司に出張先の相部屋ホテルで… 朝から晩までセクハラ性交され続けた一夜（9月7日、SSNI-859、S1 NO.1 STYLE）
- 夕美 ここは学校だぞ! 成長段階のムチムチ制服が健康的に卑猥で無作為だからドストライク（10月7日、SSNI-882、S1 NO.1 STYLE）
- 母が不在の100日間 もう私たち、お義父さんの絶倫チ●ポ無しじゃダメな身体になっちゃいました…。坂道みる 夕美しおん（10月19日、SSNI-901(DVD)、9SSNI-901(BD)、S1 NO.1 STYLE）[17]
- 肉 × 肉NTR 可愛くてぽっちゃり爆乳な彼女が巨漢先輩と肉弾プレスで汗だく交尾してても何も言えない僕（11月7日、SSNI-907、S1 NO.1 STYLE）
- むちむちエステ嬢に圧迫されながら何発も果てたい俺。（12月7日、SSNIｰ932、S1 NO.1 STYLE）

- 童貞を殺す爆乳AV天使に筆おろしされたい（1月7日、SSNI-956、S1 NO.1 STYLE）
- セーラー少女を飼いならす変態中年オヤジのベロキス調教日記（2月7日、SSNI-981、S1 NO.1 STYLE）
- バカみたいに敏感に仕上がった爆乳乳首とクリトリスでイキっ放しの失禁キメセク性交（3月7日、SSIS-006、S1 NO.1 STYLE）
- 念願の家族旅行でまさか義理の父が目の色変えて挿入れてくるだなんて… この旅先での出来事はお母さんには口が裂けても言えません（4月7日、SSIS-029、S1 NO.1 STYLE）
- 私のおっぱいに夢中なご主人様に喜んでもらおうとスケスケ衣装でお誘いしてたっぷりヌイて差し上げました。（5月7日、SSIS-054、S1 NO.1 STYLE）
- こんな爆乳に挟まれたい… 男はそのパイズリに我慢できない。チ●ポをトロットロにするおっぱいビッチ（6月7日、SSIS-080、S1 NO.1 STYLE）
- 夕美しおん 2周年メモリアルBEST 最新全12タイトル8時間スペシャル（6月19日、OFJE-317(DVD)、9OFJE-317(BD)、S1 NO.1 STYLE）※単体ベスト
- いきなり逆レ×プ魔お姉さん 誰かにバレたらヤバいでしょ… 声も出せない状況で小声でこっそり犯され続けた僕（7月7日、SSIS-107、S1 NO.1 STYLE）
- バイトNTR コンビニで知り合った可愛い巨乳バイトの彼女が大嫌いな店長にハメられて快楽堕ち（8月7日、SSIS-134、S1 NO.1 STYLE）
- 男のアヘ顔を見るのが大好きな射精セラピストお姉さん  【耳穴囁き・乳首いじくり・亀頭擦り・睾丸マッサージ・アナル舐め】 性感ポイント5点責めで連続12発イカセ種絞り（9月14日、SSIS-170、S1 NO.1 STYLE）
- 俺たちのおっぱい 夕美しおんエスワン卒業 あぁ…たわわに実ったIカップ心ゆくまで揉み吸い挟みたい 大満足180分フルコース（10月12日、SSIS-201、S1 NO.1 STYLE）
- 102cmJcupに成長! 夕美しおん中出し解禁!移籍スペシャル!（11月16日、PPPD-972、OPPAI）
- コンドームが外れてラッキー生ハメ! お金目当てのパパ活巨乳女子が生チン中毒化でタダマン中出しおねだり（12月21日、PPPD-983、OPPAI）

- 中出し逆バニー超高級パイズリ性感メンズエステ! ～常に爆乳うさちゃん密着ご奉仕だぴょん!～（1月18日、PPPD-993、OPPAI）[18]
- 夕美しおん エスワン卒業SP 100本番 全38タイトル完全コンプリートメモリアルBOX 16時間（2月8日、OFJE-348(DVD)、9OFJE-348(BD)、S1 NO.1 STYLE）※単体ベスト
- スペンス乳腺開発クリニックSpecial 夕美しおん（2月15日、PPPE-004、OPPAI）
- 彼女のお姉さんは巨乳と中出しOKで僕を誘惑 夕美しおん（3月15日、PPPE-016、OPPAI）[19]
- 終電なくなりヤンチャな同僚女子社員の部屋に誘われて… 無防備すぎる全裸おっぱい丸出しに血流上昇! 夜明けまで揉みハメまくり中出しぃ!（5月17日、PPPE-023、OPPAI）
- 発射無制限! プレイの途中で何度発射してもOK いつでも出し放題ソープ 夕美しおん（6月21日、PPPE-041、OPPAI）
- 時給アップと引き換えに極悪店長の性処理業務を受け入れた巨乳バイトの深夜シフトNTR 夕美しおん（7月19日、PPPE-051、OPPAI）
- 「あいつが母と結婚した理由は私でした」 妻が帰省した一週間早熟な巨乳連れ子を絶倫チ○ポでピストン調教 夕美しおん（8月16日、PPPE-064、OPPAI）
- 今からウチ行ってイイですか? ボイン大好き絶倫クンのお宅へ突撃デリバリー! 夕美しおんの本気パイズリを5分我慢できれば生中出しSEXしてアゲル!（9月20日、PPPE-075、OPPAI）
- 無愛想なお隣の巨乳お姉さんと1週間のツンデレ同棲生活 夕美しおん（10月18日、PPPE-082、OPPAI）

- 予約半年待ちリピ率100% 某メンズエステ店 密室 × 密着 イキ過ぎた禁断サービス 8（1月13日、DOCP-379、DOC）
- 隣の変態大家におっぱいを揉まれ毎日犯されてます 夕美しおん（2月14日、URKK-075、unfinished）
- 流出シロウトNTR【プライベート映像】【寝とってもらいました】＃05（2月17日、DOCP-383、DOC）
- 夕美しおん10タイトル30本番8時間BEST（3月21日、PPBD-253、OPPAI）※単体ベスト
- 大手航空会社勤務の現職キャビンアテンダントさん! 「女性経験ゼロ草食系男子のお悩み聞いてくれませんか?」 黒パンスト美脚を目の前にフル勃起した童貞ち○ぽにフライト帰りでムラムラしてるCAさんが赤面発情! 自らまたがり腰振りガニ股騎乗位筆おろし!? 連続中出しTAKEOFF（3月24日、SKMJ-372、赤面女子）
- ガチナンパ! どこまで入る? 1cm1万円チャレンジ! 赤面相互オナで快楽堕ち! 生チ○ポまで挿入しちゃいました!（4月15日、NPS-435、ピーターズ）
- Jcup102cm爆乳の乳輪 & 乳首イジメ開発アクメの連続で快楽メス堕ち 夕美しおん（6月13日、FOCS-133、ABC/妄想族）
- 完全顔出しガチナンパ! とっても優しい天使みたいなナースさんに包茎インポ童貞3重苦男子のオナニーの介抱してもらいました!! かわいすぎる裸体にズル剥けフル勃起したち●ぽを白衣の奥にズブリ! 金玉空になるまで何度も中に出しました! 奇跡の清楚ナース編（6月23日、SKMJ-401、赤面女子）
- 満員電車で羽交い絞めにされセーラー服の下から見えた乳首を強制開発される爆乳女子○生 夕美しおん（7月6日、DRPT-047、電脳ラスプーチン）
- 素人バラエティ 耐えたら賞金! ダメならデカマラ即ハメ! 女子大生ガニ股顔面騎乗クンニチャレンジ! 敏感なクリの皮を剥がれデロデロに舐められ膣穴に舌を捻じ込まれガックガック絶頂イキ潮噴出しまくり!! 発情ナマオメコに、中出し合計11連発! 5（7月6日、SVVRT-028、サディスティックヴィレッジ）
- 全身パイズリで下品に痴女りまくるふわもち爆乳ハーレムレズビアン ムチムチおっぱいサンドイッチでぷるるん絶頂レズ解禁スペシャル! 夕美しおん 乙アリス 有岡みう（7月11日、BBAN-429、ビビアン）
- 生徒の巨乳に理性を失った僕は放課後ラブホで何度も何度もしおんと夏月と中出しセックスしてしまった 夕美しおん 星乃夏月（8月15日、PPPE-145、OPPAI）
- 満員バスで背後から制服越しにねっとり乳揉み痴漢され腰をクネらせ感じまくる巨乳女子○生 19（8月24日、NHDTB-810、ナチュラルハイ）
- 合算11発抜き!! 親の再婚でできた義姉と一軒家で2人きりに! 痴女巨乳な姉に毎日胸チラ誘惑杭打ち中出しされたボク… 夕美しおん（9月5日、FUNK-041、FunCity/妄想族）
- チ○ポが好きすぎる息子の彼女が家の中でこっそり巨乳で誘惑してきて四六時中しゃぶってくる 夕美しおん（9月7日、HBAD-665、ヒビノ）
- 「これ本当に研修ですか!?」 巨乳エステティシャンだらけの職場（エステ店）で男はボク1人! 巨乳の悩みでもある肩こりマッサージで先輩女子を堂々とお触り! 夕美しおん 弥生みづき 乙アリス 水原みその（9月19日、PPPE-159、OPPAI）
- 昔は細身で地味だったのに… 再会したらムッチムチで性欲旺盛な幼馴染の豊満な肉体に僕の精子は限界まで搾り取られてしまった。 夕美しおん（9月26日、JUQ-391、マドンナ）
- 「お兄ちゃん! 誕生日プレゼントは誰とエッチがいい?」 ボクの誕生日会で3人の義妹とエロ酔いハーレム乱交!（9月26日、HUNTB-670、Hunter）
- おじさんとイチャイチャするの大好きビッチ小悪魔爆乳Jcup 夕美しおん（9月27日、CIEL-009、First Star）
- 素人男女モニタリング実験でゲッツ! 真面目人妻さん急募!! 「女性恐怖症に悩む童貞くんと一緒にAV見てあげて下さい」 女性の手すらまともに握れない童貞くんのデカチン勃起にムラムラした奥さんは動画の挿入途中でさらに発情しまくってしまい…（10月6日、GBAN-001、ゲッツ!!）
- 「ちゃんと洗わなきゃダメだよ!」 ボクの事をいつまでも子供扱いする年上の幼馴染がボクの包茎チ○ポの皮を丁寧に剥いて優しく入念に洗おうとする!（10月10日、HUNTB-689、Hunter）
- 全員ビショ濡れで制服からブラ透けまくり! 下校中に突然の豪雨で雨宿りにやってきた義妹と友達のビショ濡れの透けブラから目が離せず勃起しまくり!（10月10日、HUNTB-699、Hunter）
- 逆バニー風俗 中出しOK 連続射精! 追撃男潮! 無制限射精コース 美園和花 夕美しおん（10月24日、CJOD-399、痴女ヘブン）
- 地方の温泉旅館で午後10時以降に来る物静かな若妻マッサージ嬢は勃起しただけで無料で抜いてくれそれでも勃起していると…（11月3日、GBAN-002、ゲッツ!!）
- ナチュラルハイ秋スペシャル 敏感(恥)巨乳痴漢 2023 完全版 10人全員SEX 乳揉み羞恥Ver. 2枚組500分（11月9日、NHDTB-790、ナチュラルハイ）
- 草食男子のボクを心配して全力で誘惑するエロ可愛い美乳幼馴染が実施してくれる目隠し生乳お触りタイム!（11月14日、HUNTB-745、Hunter）
- マジックミラー号ハードボイルド 夏休みビーチギャル限定 超恥ずかしい（照）アナルのシワチェックチャレンジ! 白日の下、ママにも見られた事が無いケツ穴筋（スジ）を全部数えるまで我慢できたら賞金3万円! 羞恥心に火がついて、触られてもいないのにマ○コから蜜が漏れて、デカチン挿入も夏だしまぁいっかっ♡（11月23日、SVMGM-015、サディスティックヴィレッジ）
- 『電気つかなくて怖いから一緒にお風呂入って』 巨乳過ぎる姉のまさかのお願いで狭いお風呂で2人きり! 停電で暗いとはいえ大きな胸が腕に当たりまくり!（11月28日、HUNTB-674、Hunter）
- Z世代のアイドルボイン! ザ・セクシーダイナマイトおっぱい! 妹の爆乳は一見にしかず! 長袖白セーラー服生中出し! Jカップ103cm ゆうみん（12月12日、CHRV-193、チェリーズれぼ/妄想族）
- 「まだ起きないで… 動いたら挿いっちゃう… 擦るだけだから…」 朝勃ちハミチン勃起に我慢出来ず少し動いただけでも挿いりそうなギリギリで擦る巨乳姉!（12月12日、HUNTB-731、Hunter）
- 爆乳娘二人とまさかの相部屋 オトナになっていた姪っ子二人のおっぱいブルルン激しく揺れる汗だく騎乗位で交互に、何度も、中出しさせられた僕 美園和花 夕美しおん（12月26日、CJOD-407、痴女ヘブン）

- MGC ACT.5 MAX GIRLS COLLECTION 2024（1月2日、XVSR-741、MAX-A）
- 池袋発 ヌキ無しお触りNG! スク水メンズエステの健全店メンエス嬢が絶倫中出し裏オプションまでしてしまう一部始終を隠し撮り 2（1月2日、CLUB-826、変態紳士倶楽部）
- 親子回春エステ一転近親相姦（1月11日、RCTD-565、ROCKET）
- 美乳人妻限定! 乳首こねくり我慢ゲーム大会 ノーブラ透け乳首をず～っとコリコリされ感度が爆上がりした人妻はデカチンを見せつけられて中出しも拒めないのか!? 3（1月23日、HJMO-633、はじめ企画）
- 超従順でH大好き爆乳メイドの極上ハーレムハウス 岡本莉里 夕美しおん 千鶴えま（1月26日、32ID-004、TMA）
- 地味メガネ巨乳肉感むちむちボディに挟まれて何度もイカされるW密着おっぱい無制限射精ソープ 花柳杏奈 夕美しおん（2月27日、CJOD-416、痴女ヘブン）
- デカ尻ボインでムッチムチ♪ 夕美しおん（3月5日、MMKZ-141、MARRION）
- 最終電車で痴女とまさかの2人きり! J○Ver向かいの座席でパンチラしてくる小悪魔女子○生の誘惑で勃起したらヤられた VOL.7（3月7日、DANDY-906、DANDY）
- 乳首こねくりマッサージNTR 妻が至近距離にいるのに乳首責めで感度高められこっそりハメて何度も中出しさせる痴女エステティシャンの実態を隠し撮り（4月2日、CLUB-836、変態紳士倶楽部）
- マジックミラー号ハードボイルド 1cm1万円のギリギリディルドチャレンジ! 先っちょだけ…のつもりが極太ディルドに性欲を刺激され思わず膣奥までズボッと挿入! そしておま○こを押し広げられる人生初の快楽に発情腰ふり潮! 潮! 6（4月11日、SVMGM-020、サディスティックヴィレッジ）
- 出張先で気の強い人妻女上司と二人きり… ダメな年下部下の僕とホテル相部屋中出しNTR 夕美しおん（4月16日、MXGS-1328、MAXING）
- 旦那の不在中を狙ってデカ尻人妻の自宅に突撃どっきり! Tバック奥さん固定バイブDEドミノ倒し 制限時間内に並べてドミノ倒せたら100万円! チャレンジ失敗で即ハメ中出し罰ゲーム! 3（4月16日、HJMO-643、はじめ企画）
- 宝クジに当選した僕は爆乳おっぱい風俗嬢オトナ買い 24時間貸し切りお泊り中出しデートふわトロ乳が360度挟み込むパイ包みご奉仕で21発ぶっこ抜かれハーレム 夕美しおん 吉根ゆりあ 姫咲はな 田中ねね（4月23日、CJOD-422、痴女ヘブン）
- 生中痴漢集団 8（4月25日、NHDTB-906、ナチュラルハイ）
- あざと可愛い妹系爆乳娘! 絶頂開発 夕美しおん（5月20日、AMBI-192、プラネットプラス）
- 膣汁を精液に置換! パンチラで男性視聴者を誘惑するソロキャン女子インフルエンサー就寝中にテントにこっそり入って添い寝しても最後は中出しまでヤらせてくれる（5月23日、SVCAO-006、サディスティックヴィレッジ）
- マジックミラー号 ハードボイルド 水泳部女子体育大生限定! 競泳水着と美肌の隙間でチン★コキさせてもらえませんか? デカチンでオマ〇コの際ギリギリを刺激され、いつの間にか火照った身体は、自分から生挿入までおねだりしてしまうのか?（8月8日、SVMGM-026、サディスティックヴィレッジ）
- このたびウチの妻（28）がパート先のバイト君（20）にねとられました…→くやしいのでそのままAV発売お願いします。（8月13日、NKKD-342、JET映像）
- 巨乳が巨乳にいつでもどこでも襲われるこっそりパイハラレズオフィス 夕美しおん 愛瀬ゆうり（8月27日、LZDM-065、レズれ!）
- ブラジャー特化! 夢のランジェリーショップで下着をつけたまま巨乳プレイ祭り（9月12日、RCTD-612、ROCKET）
- 久しぶりに帰省したら、幼馴染の姉妹はひきこもり喪女ニート 僕の生チ○ポに発情! エロアニメをマネして乳首ビンビンにしながらW爆乳ぶるるん激揺らし交互に中出しブッコ抜かれた… 姫咲はな 夕美しおん（9月24日、CJOD-434、痴女ヘブン）
- 【360°バーチャル音声】「ひそひそ声が聞こえる中で…」エアコンが壊れた深夜バスの狭い座席で年末帰省中に爆乳レズビアンに痴漢される汗だく爆乳女子大生 夕美しおん 西村ニーナ（9月24日、LZPL-067、レズれ!）
- 健全店と思いきや、裏オプ本番! 爆乳メンズエステ 夕美しおん（11月4日、EGKD-003、ワープエンタテインメント）
- エロ漫画研究部 作画資料のために地味メガネ巨乳部員に肉棒モデルとして中出し精子ぶりゅぶりゅ逆流するほどスケベ研究された担任教師の僕 夕美しおん（11月5日、MIAB-358、MOODYZ）
- クズな彼氏と私の言いなりNTR記録 夕美しおん（11月16日、MXGS-1356、MAXING）
- マイクロビキニ固定バイブ宝探し 恥部がポロリっ強力バイブをオマ●コに入れたまま隠されたお宝を探して100万円! ニセ宝箱を開けるとエロ罰ゲーム! 即ハメナマ中出し危機一発! 6（11月19日、HJMO-666、はじめ企画）
- 極小水着で誘惑し乳首こねくり回し感度MAXにされ生ハメ中出しさせる巨乳ビキニ痴女エステ（12月3日、CLUB-857、変態紳士倶楽部）
- 温泉旅館で見つけた巨乳女を熟練指マンでイカセ回して串刺ししてやった元ヤリサー絶倫ジジイ達のゲス宴会（12月26日、NHDTC-001、ナチュラルハイ）

- 私、爆乳を持て余していたので居候のおじさんに毎日乳首をいじってもらって簡単に乳輪イキできるほど開発してもらいました 夕美しおん（1月9日、DRPT-077、電脳ラスプーチン）
- 乳首だけで失禁イキするまで垂乳放置 イッた直後の敏感マ○コを即ハメされ痙攣アクメが止まらない巨乳女（1月9日、NHDTC-016、ナチュラルハイ）
- もう歩けない! イッちゃう!! 素人巨乳ノーブラ女子とパニックリモバイデート（1月15日、PTS-526、ピーターズ）
- 超優良、リピート確実! 爆乳癒し系美女がおもてなす Special風俗♡ 夕美しおん（1月16日、MXGS-1366、MAXING）
- TOKYO-大江戸‘女港’市場 国内最大級の‘女体’専門セリ市場に潜入!（1月23日、SDDE-741、SODクリエイト）
- 雑に抱きたい日は、この女。エグい身体のいいなりレイヤーをホテルに連れ込み、思う存分イラマチオ・媚薬漬け・大量中出し。 @SHION（2月25日、REAL-892、REAL）
- 【完全主観】ボクの家が地味メガネ巨乳部下3人のたまり場に… 星乃夏月 わか菜ほの 夕美しおん（3月25日、MKMP-618、Million）
- 本物全裸素人 セクシーヌードポーズファイル 4（4月8日、SUPA-648、S級素人）
- プライベートおっパブ お店が突然の休業 お金に困った嬢から2人で会いたいと連絡が… 店に内緒でおっぱいを揉んで中出しセックス 夕美しおん（4月10日、MIST-464、Mr.michiru）
- 唾液ダラダラのとろけるベロキスと寸止め焦らし射精コントロール 夕美しおん（4月16日、MXGS-1378、MAXING）
- 悪徳メンエス店長の芋づる式懲らしめ動画 Vol.3 店から100万前借りして飛んだホス狂女 しおん、アウト。（5月6日、NPJS-161、ナンパJAPAN）
- 本人VSAI ハーレム痴女近未来AI共演潮潮スプラッシュ!! 美園和花 ＆ AI美園和花（5月20日、MNGS-001、MOODYZ）※主演は美園和花。夕美は「AI美園和花」としてノンクレジット出演。
- フェラまで辿り着かない!! 派遣型ピンサロ嬢の猛烈パイズリ 暴発ザーメンも未練もタラタラなお客様にお詫びの生ハメを許しちゃう中出し裏オプ（6月10日、MDBK-374、BAZOOKA）
- ボクの理想を叶えてくれる！AI搭載アイドルロボ「しおん」 夕美しおん（6月20日、NACR-977、プラネットプラス）
- いじわるご奉仕 癒しの巨尻ソープ嬢 夕美しおん（7月1日、MMKS-031、MARRION）
- 「常に性交」ビキニマッサージ14 濃密ベロチューマッサージ編（7月10日、SDDE-746、SODクリエイト）
- ミニマムボディにJカップボイン! 爆乳童顔妻が他人おぢチ●ポ（絶倫）でヨガり絶頂（7月15日、ATYA-023、あたご屋/エマニエル）※「しおんさん」名義
- 寝取られ願望のある夫婦限定! 巨乳人妻ノーハンドフェラ旦那チ〇ポ当てマッチング! 3 生チン10本からお口の感触だけで当てたら100万円! 失敗で即ズボNTR罰ゲーム（7月29日、OFES-021、はじめ企画）
- 女体開発悪徳クリニック 夕美しおん（8月5日、NACR-994、プラネットプラス）
- 親の再婚でできた義姉はW喪女 だらしないのにエロすぎた無防備巨乳な姉たちに杭打ち中出しされた僕… 夕美しおん 愛川すず（8月5日、FJIN-089、FunCity/妄想族）
- ヌキ無しお触り禁止のド健全メンエス嬢に童貞のフリして裏オプ交渉同情を誘ってガードが緩んだ隙にデカチンをブチ込んで生中出し本番成功!!（8月15日、DOCD-069、DOC）
- 爆乳親子丼レイプ 夫の借金のため絶倫極道の鬼ピス肉便器調教で13発中出しさせられた母娘たち…。 真木今日子 夕美しおん（8月19日、MIAB-533、MOODYZ）

### アダルトVR
- 夕美しおんのIcupおっぱいを至近距離で揺らしまくり! 揉みまくり! 挟みまくり! 神乳を味わい尽くす超密着イチャイチャVR（3月1日、SIVR-041、S1 NO.1 STYLE）

- 水着のキミが僕のモノになるんだね。スク水マニア粘着ストーカーVR（3月6日、SIVR-071、S1 NO.1 STYLE）
- 【M性感】むちむちボンテージ美少女の【五感超越】極限焦らし調教 極上チ●ポトレナージュでドッピュドピュ6連続射精110分フルコース（7月24日、SIVR-088、S1 NO.1 STYLE）

- お隣さん家の爆乳しおんちゃんは思春期でヤリたい盛り! ママとの距離5m! 目を盗んで大胆不敵におっぱい密着誘惑VR（8月24日、SIVR-149、S1 NO.1 STYLE）
- おっぱいパフパフ顔面ブラックアウト 超! 超! 密着アングル特化VR（11月9日、SIVR-166、S1 NO.1 STYLE）
- 美容院のシャンプー中におっぱいが顔に当たるムフフ体験! ロリ爆乳美容師さんの無意識密着誘惑VR（12月1日、EBVR-062、E-BODY）

- 天井特化アングルVR ～誘惑おっぱい～ 夕美しおん（2月17日、VRKM-851、KMPVR）
- いっぱい舐めてあげるから、シコシコしてね♡（2月17日、VRKM-845、KMPVR）
- 乳首集中責めVR（3月31日、VRKM-896、KMPVR）
- ぷにもち追撃パイズリ学園 距離感がスゴい制服美少女ヘルス 夕美しおん（4月19日、VRKM-941、KMPVR）
- おっぱいOPPAI中毒club 発射無制限の柔らかいおっぱいに包み込まれるM男御用達空間 夕美しおん（4月26日、BIBIVR-102、KMPVR-bibi-）
- アイドル級の顔面でJcup自慢の妻なんだが僕のチ●ポが好きすぎて常にザーメン搾り取られる(悪)? 夢のような結婚性活 夕美しおん（5月24日、PXVR-092、P-BOX VR）
- 指名客はお隣の住人!? 本番禁止のコスプレ風俗で内緒のやりすぎサービス 夕美しおん（6月14日、MAXVR-134、MAX-A）
- 「早漏クンが悶絶我慢してる顔だ～い好き!」Jcup爆乳美女がふわとろおっぱいで優しく厳しく金玉残量0になるまで満足射精させてくれる究極の早漏特化風俗店 夕美しおん（6月14日、EXMO-017、MONDELDE VR）
- 全人口の98%が女になった西暦203×年 貴重すぎる子種を奪うため超乳痴女たちに監禁犯され何度もザーメン搾取される世界 夕美しおん 吉根ゆりあ（7月17日、EBVR-088、E-BODY）
- 爆乳巨乳大集合! オイルたっぷり! ヌルテカおっぱい揉み倒しVR（9月20日、EXMO-018、MONDELDE VR）
- ゲリラ豪雨でうちにきた漫研の喪女（大学3回留年）は、実は爆乳だった件。 夕美しおん（11月6日、DSVR-1368、SODクリエイト）
- モリマン! 食い込み! オナニーガン見VR! ハイレグ美女の食い込みオナニーをこだわりアングルでじっくり観察（11月29日、PXVR-115、P-BOX VR）

- ご主人様の疲れを癒すモチムチ巨乳メイド性感リフレ 夕美しおん 姫咲はな 岡本莉里（1月31日、TMAVR-208、TMA）

- 強性イキ地獄に投獄されたボク Jカップ巨乳デビルに10発イキ性交 夕美しおん（5月31日、SAVR-667、KMPVR-彩-）

### アダルト配信
- 【男どものヨダレと性欲が止まらない三つ星エロかわカノジョ。柔らかくジューシーな爆乳 舌ざわり滑らかなツルまんを添えて-】大好きな彼女を友人に寝取らせてみたら… 【しおん(22) / 同棲1年目】（1月23日、DDH-143、ドキュメントdeハメハメ）
- シオン（2月3日、HHSI-034、えちえち素人）
- しおんさん（3月14日、ORECO-261、俺の素人-Z-）
- しずく（4月21日、CLT-041、Cullet）
- しおんさん（6月18日、ORECO-346、俺の素人-Z-）
- 【超肉感的刺激強遊戯女降臨! あきらかに癒し目的ではないマッサージの効果は…】 そういう店じゃないと言いつつ個人的エロ欲求でマッサージ! ビンビンにされてしまった客は全身を委ね施術師のマ●コにのみ込まれていく! しおんさん  / 堂々とエロ技仕掛けてくるド巨乳の確信●施術師（7月21日、DDH-190、ドキュメントdeハメハメ）
- しおん（10月13日、REFUCK-031、Re:Fuck）
- 【ハロウィン2023Wデカ乳柱見参】全てのおっぱい鬼●隊に贈る、最強爆乳コンビ!! 隊服からハミ出した破壊力抜群のH × Jカップ!! 鬼頭の刃を丸っと包み込むエロ過ぎるパイズリ攻撃、乳の呼吸!! ほとばしる潮、唾液、愛液!! エロ汁が交り合い、乳揺れ狂う!! 乳柱と混じれるなら鬼にでもなりたい卍ww 今年も大盛り上がりの大乱交ハロウィンナイト編!!【ハロウィンナンパ2023 ゆうみ & りか】（11月3日、MAAN-918、街角シロウトナンパ）
- しおん（11月9日、SSCJ-008、シロウトソシアルクラブ）
- しおん（11月18日、HMDNC-670、ハメドリネットワークSecondEdition）
- J乳ママさん（12月8日、SHINKI-172、蜃気楼）
- ゆうみん（12月24日、CKJ-382、ちちくりジョニー）

- 巨乳コスプレイヤー個撮レコード 8ぼ●ち・ざ・ろ●く 編 夕美しおん（1月16日、FYSD-00008、推しムス）
- 爆揺れIカップちゃん（2月16日、ION 乳屋ばぞ～ん）
- 家まで送ってイイですか? case.247 ルカさん / 25歳 / 高級焼肉帰り 【顔は沢尻エリ●爆乳Jカップ港区女子】シリーズ一位のデカパイ! ⇒ チ●コが消える! プリンセス天●！パイズリイリュージョン! ⇒ フェラ顔がエリ●様! 『別に…』クールに見えてイチャイチャSEX好きの甘えん坊 ⇒ 私、恥ずかしいほどセックスが好きです。悪いっすか? ⇒ 正常位、騎乗位、バック…全てJカップ! 見たこともない神アングル ⇒ 親友との別れ… 『人生って良いモノだよ?』（5月17日、ドキュメンTV）
- 【小動物系のカワイイ童顔とJカップ肉感ボディの圧倒的ギャップに余裕の3発射!w】 イケメンに弱い爆乳メンエス店員が客の男と甘々イチャラブSEX! オイルでヌルテカるドすけべボディに何回発射しても即復帰w施術終わりにフェラ抜きゴックンからのホテルで2連中出し!! 【あまちゅあハメREC＃ゆーみん＃メンエス店員】（6月11日、MFCS-119、MOON FORCE 2nd）
- しおん（6月12日、SBTH-003、素人ビリーバー）
- マジ軟派、初撮。 2059 しおん 24歳 舞台関係  うお…でっっか…! ナンパで捕まえた量産型系女子は、圧倒的迫力の爆乳Jカップ!! こんなの量産型じゃない!? 最強ムチムチボディに真っ昼間からガチピストンぶつけちゃいました‥!! 揺れるってもんじゃない踊り狂う爆乳は必見!（7月22日、GANA-3054、ナンパTV）
- 【おっぱいでっっっか!】 脱力系さっぱり対応が人気のラウンジガール、セックスしてみたら甘々のイグイグで射精が止まらん。【都市伝説級】 シオン おっぱい都市伝説（10月8日、MIUM-1114、プレステージプレミアム）
- ゆうなちゃん（10月26日、HMDNC-745、ハメドリネットワークSecondEdition）

- ゆうみ（1月9日、AD-135、アイドリ）
- SHIORI（1月15日、ESDX-084、E★素人DX）
- SHION（1月16日、SMJK-059、素人ムクムク-クスリ-）
- WI4（1月27日、SMJH-036、素人ムクムク-ハーレム-）
- しおんさん（2月7日、SMJS-076、素人ムクムク-職-）
- ゆうちゃん（2月7日、NTGG-002、ぎがdeれいんMk-II）
- 【説明不要ッ 規格外おっぱい! Jカップ105cm!! 爆揺れギャル!!】 遠くからでも3度見しちゃう! 爆乳すぎるエロボディ!! ホテルに着くなり速攻SEX! 身をよじる度に揺れまくる美爆乳がエロすぎる…!! イキまくり! ハメまくり! もちのロンで特濃なま中出し♪ J乳105cmの爆裂ボディを見逃すな!!! 【ギャルしべ長者95人目 ここちゃん】（2月28日、JAC-211、Jackson）
- 【でっけーーー!! 驚異のJ乳ギャル】ち●ぽを飲み込む乳の所持者が逆ナンパ! 禁断の寝取りドキュメント!! おっぱいが強調されるニット素材の服で堂々と誘惑。既婚者を捕まえ、男の目の前には人生で見た事の無い絶景(J乳)が広がる─。乳圧・膣圧ともに最強で縦横無尽にブルブル揺れるおっぱいは嫁の存在を頭からかき消してしまう。精子タンクが空になるまで搾り取られる! 最高の快楽体験を味わい、もう、嫁の身体には戻れない…。【NTRリバース】 みさちゃん 25歳 ガールズバー店員（5月25日、MIUM-1225、プレステージプレミアム）
- しおん（5月29日、PAI-017、素人ぱいぱい）
- しおん（6月1日、ORENA-080、俺の素人）

### イメージDVD / BD
- ALL NUDE 夕美しおん（2018年12月25日、OAE-175、Aircontrol）
- Shion 南国爆乳アイランド（2019年5月9日、REBD-382(DVD)、REBDB-368(BD)、REbecca）
- Lover’s Day 夕美しおん（2019年9月6日、LD-013(DVD)、LD-013B(BD)、ファインピクチャーズ）
- パイパンヌード ～無●正・100cmIカップ・ロ●顔～ 夕美しおん（2020年7月3日、BTHA-056(DVD)、BTHA-056B(BD)、スパークビジョン）
- 詩の苑 夕美しおん（2023年3月24日、GRACE-006(DVD)、GRABD-006(BD)、grace）
- 雫が落ちるとき 夕美しおん（2024年4月20日、GRACE-014(DVD)、GRABD-014(BD)、grace）

### 写真集
- Love Mission 夕美しおん1st写真集（2019年6月25日、彩文館出版、撮影：斉木弘吉）ISBN 978-4-7756-0612-4 ※3000部限定愛蔵版[20]
- 夕美しおん写真集『詩の苑 ～うたのその～』（2023年3月24日、ジーウォーク、撮影：太田清隆）ISBN 978-4-86717-554-5 [21]

### デジタル写真集
- Lover’s Day デジタル写真集（10月18日、ファインピクチャーズ、撮影：河本広幸）

- パイパンヌード 〜修正・100cmIカップ・ロ●顔〜（6月20日、スパークビジョン、撮影：SKS）

- LOVEPOP デラックス 001（8月30日、LOVEPOP）
- LOVEPOP デラックス 002（10月13日、LOVEPOP）

- DokkiriQueen 夕美しおん（4月13日、シーガル）
- れいむ 夕美しおん vol.01～vol.04（5月12日、ジーウォーク、撮影：太田清隆）
- DokkiriQueen 夕美しおん B（10月12日、シーガル）

- DokkiriQueen 夕美しおん C（3月28日、シーガル）
- 青春 ＃アオハル 夕美しおん（5月24日、プレステージ出版、撮影：黒澤奨平）※【グラビア写真集】と【ヌード写真集】の2種類あり。

## 出演

### テレビ
- ビ〜チ9（2018年10月、2020年12月、テレビ埼玉）- マンスリーゲスト

### ネットラジオ
- ＃エスワンオンラインラジオ（2020年5月2日、Twitter）- 第2回ゲスト[22]

### ゲーム
- 銀行マンの下剋上～バラ色人生を目指して～（2022年12月6日、AV GAMES、フュージョンプロジェクト）- レイヤー・夕美しおん 役[23]
- 社長と美女たちの二重奏（2024年3月6日[24]、CREAM SOFT）- あずきもも 役[25]

### イベント
- 夕美しおんと酒を呑みたい! 智崇石垣の夜のオカズになる話 vol.4（2023年12月4日、東京・レフカダ新宿）[26]

### ライブ
- 楽演祭 vol.15 がんばろうSP 2（2021年11月17日、東京・池袋LIVE INN ROSA）[27]
- 楽演祭 vol.16 年忘れSP（2021年12月29日、東京・池袋LIVE INN ROSA）[28]
- 楽演祭 vol.22 一足早いクリスマスSPライブ（2022年12月21日、東京・池袋LIVE INN ROSA）[29]

### 雑誌
- 週刊実話 2018年12月27日号（日本ジャーナル出版）- グラビア「夕美しおん 100センチおっぱい発見!!」
- 月刊FANZA 2019年1月号（ジーオーティー） - インタビュー
- 週刊実話 2019年7月18日号（日本ジャーナル出版）- グラビア「愛乳」
- 週刊アサヒ芸能 2019年7月25日号（徳間書店） - グラビア「Delicious」
- 週刊大衆 2020年3月30日号（双葉社） - グラビア「着物ヌード」
- 週刊大衆 2020年5月4日号（双葉社） - グラビア「爆乳ヌード」

### Webグラビア
- Graphis Gals「Corpo minimo」（2019年3月、グラフィス）
- Graphis LIMITED EDITION（2019年9月、グラフィス）